# Ignacy Książek
Ignacy Książek (ur. 25 lipca 1906 we wsi Tłuczań, zm. 4 września 2005 w Krakowie), polski działacz sportowy, związany z Cracovią.
Działał w krakowskim klubie od 16. roku życia. Od 1931 był kierownikiem drużyny piłkarskiej juniorów, w czasie II wojny światowej został kierownikiem I drużyny. Jako odkrywca piłkarskich talentów przyczynił się do sukcesów Cracovii po wojnie - mistrzostwa Polski w 1948 i wicemistrzostwa rok później. Działał również w sekcji tenisa stołowego. Nazywany legendą Cracovii, zmarł rok po odzyskaniu przez klub miejsca w ekstraklasie, w wieku 99 lat.
Był odznaczony m.in. Złotym Krzyżem Zasługi i Krzyżem Kawalerskim Orderu Odrodzenia Polski. Pochowany na cmentarzu Batowickim Kwatera: A2 Rząd: 8 Miejsce: 33.